# Pura Tanah Lot

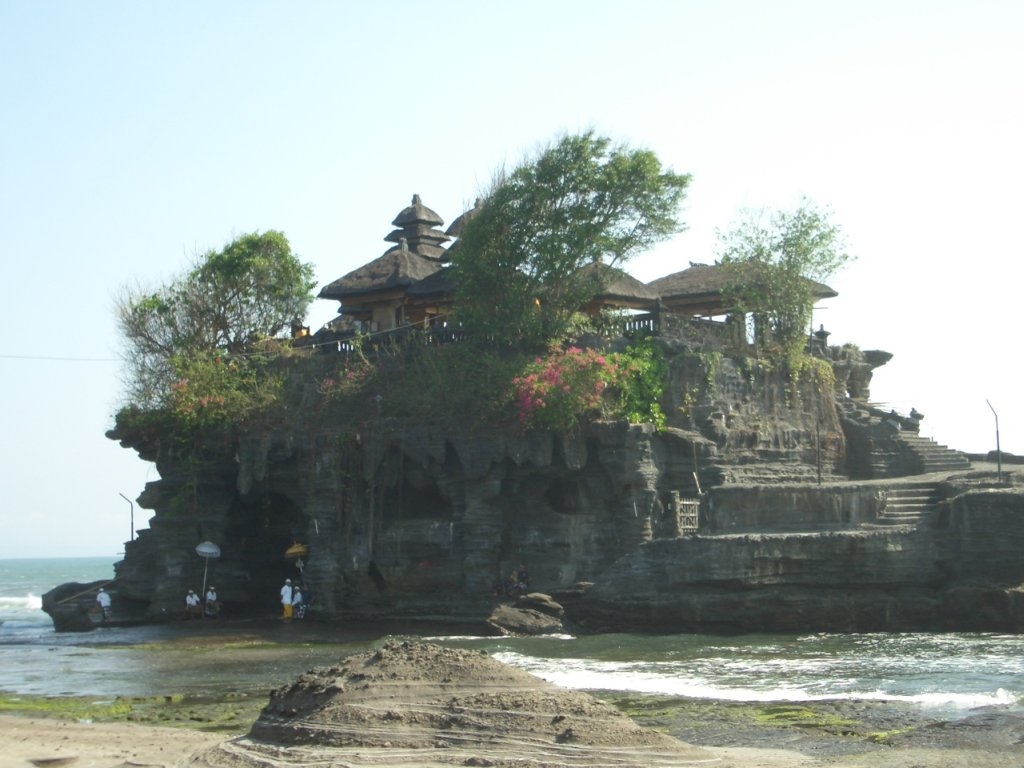
Pura Tanah Lot

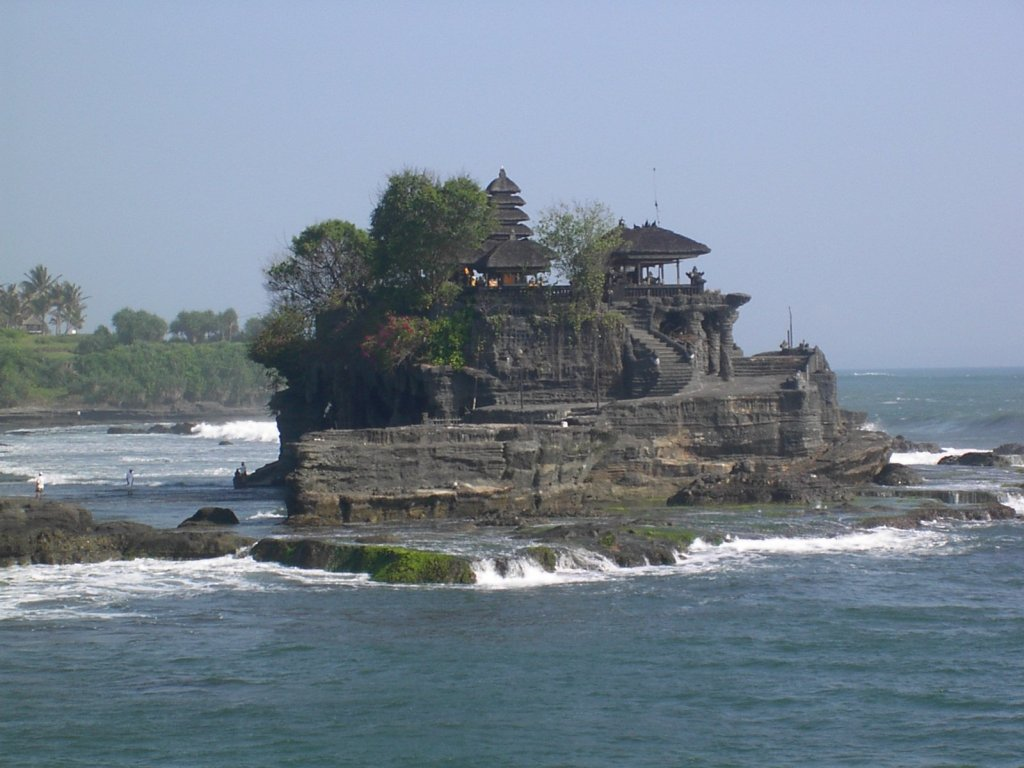
Pura Tanah Lot

Pura Tanah Lot is een Balinese tempel (pura) aan de westkust van Bali. Het ligt in zee boven op een rots.
Bij laag water is de tempel net wel of net niet met droge voeten te bereiken over een zanddam (wantij) van zo'n twintig meter lang. De toegang is echter beperkt tot de eerste vijf meter van het mini eilandje. Op het toegankelijke deel is een 'grot' met een magische bron. Alhoewel de tempel in de zee ligt, komt er zoet water uit deze bron.
Tanah Lot is een van de drukst bezochte toeristische attracties op Bali, de toegangsweg naar de tempel is dan ook een moeizaam voorbij te komen toeristenmarkt. Tegen zonsondergang stromen de vele terrassen met uitzicht op de tempel vol en ontstaat er een waar oerwoud aan fotostatieven.

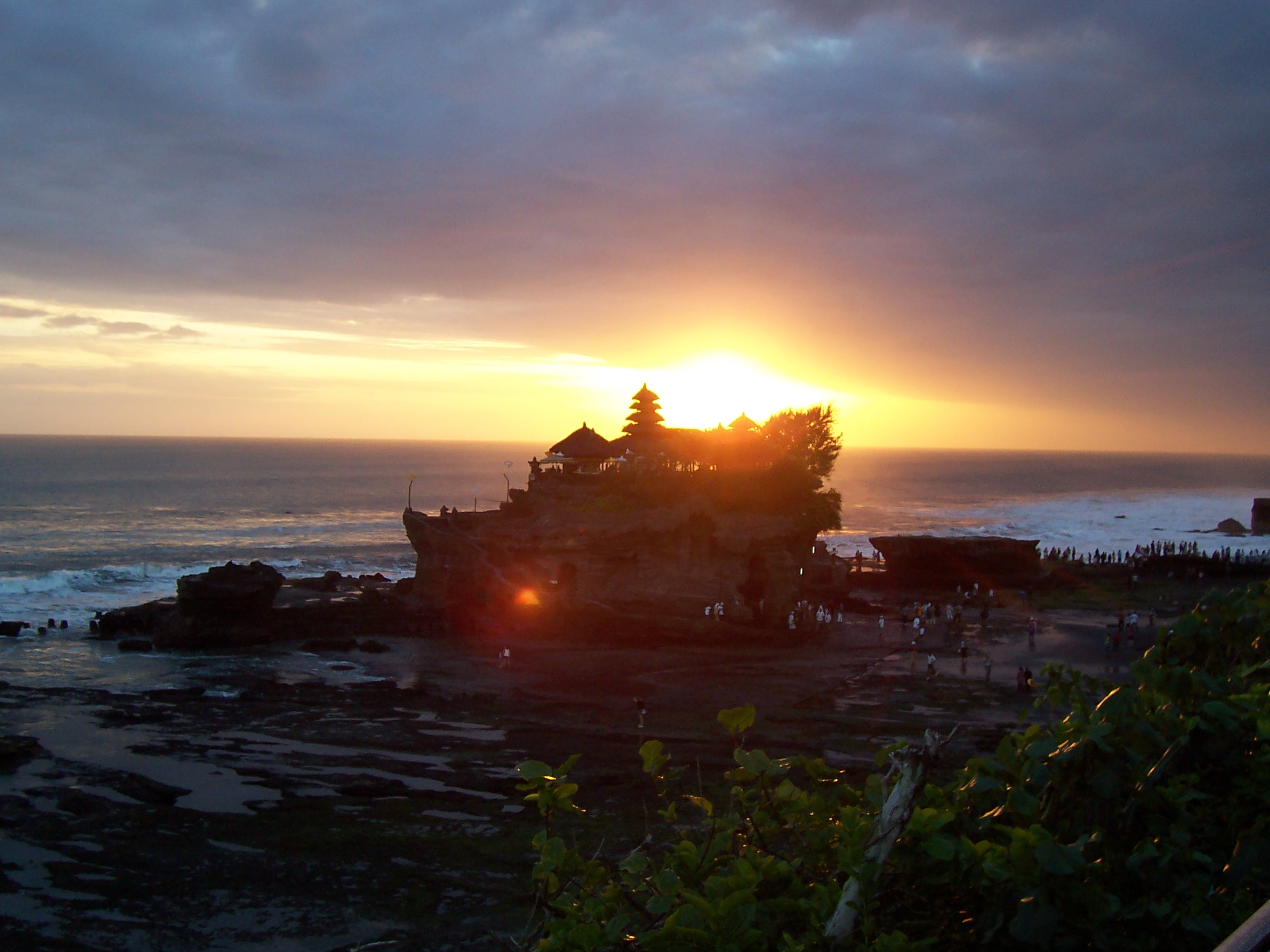
zonsondergang
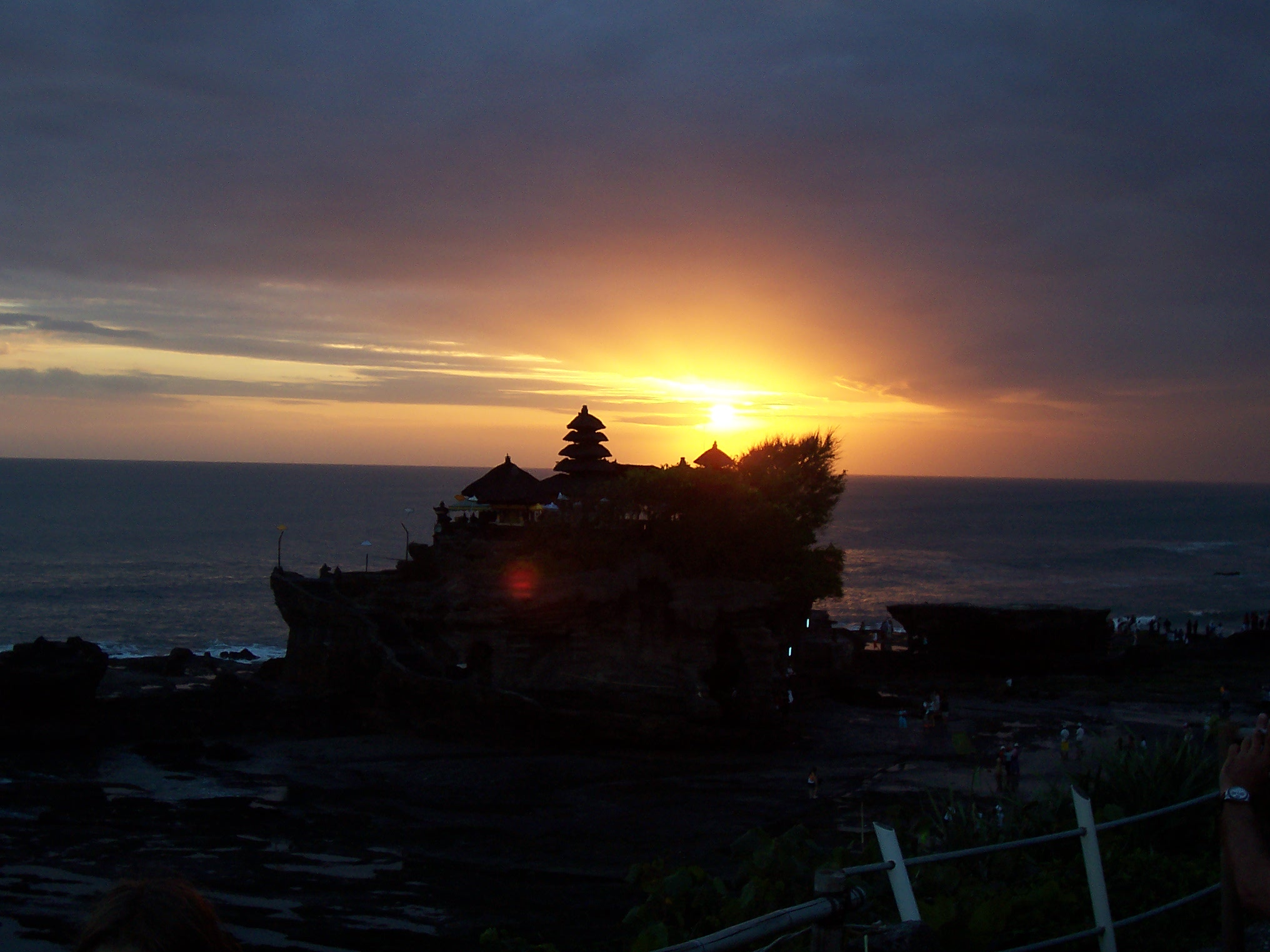
zonsondergang